# Castillo de Diempures
El castillo de Diempures en una fortificación española del siglo XIII construida sobre un castro celtíbero anterior y situada en el término municipal de Cantalojas (Guadalajara). Está enclavada sobre un acantilado en la confluencia del río Sorbe y el arroyo de Román o de la Virgen.
El castillo de Diempures está construido en pizarra, material poco común en este tipo de edificaciones pero muy utilizada en las construcciones de la zona de la arquitectura negra por su abundancia en la sierra de Ayllón. Se trata de un pequeño castillo roquero que constaba de una torre vigía y una muralla perimetral alrededor de ésta, cercado todo por un foso. Tan solo se conserva la puerta de acceso por la parte norte y una parte del muro oriental con alguna saetera abierta entre la pizarra.